# Daphnopsis radiata
Daphnopsis radiata är en tibastväxtart som beskrevs av J. D Smith. Daphnopsis radiata ingår i släktet Daphnopsis och familjen tibastväxter. Inga underarter finns listade i Catalogue of Life.